# タム・オ・シャンター序曲
『タム・オ・シャンター序曲』（英: Tam O'Shanter Overture）作品51は、マルコム・アーノルドが1955年に作曲した演奏会用序曲。スコットランドの魔女伝説に取材したロバート・バーンズの有名な詩に基づく。スコアに明記された演奏時間は「およそ7分半」。

## 概要
題材となったバーンズの詩は1790年秋に書かれ、翌年出版された。古物収集家で画家、辞書編集者でもあったフランシス・グロース大尉の依頼を受けて、廃墟となっていたアロウェイ教会にまつわる魔女物語を3篇書き上げ、そのうちの1篇を「タム・オ・シャンター」として完成させたという。

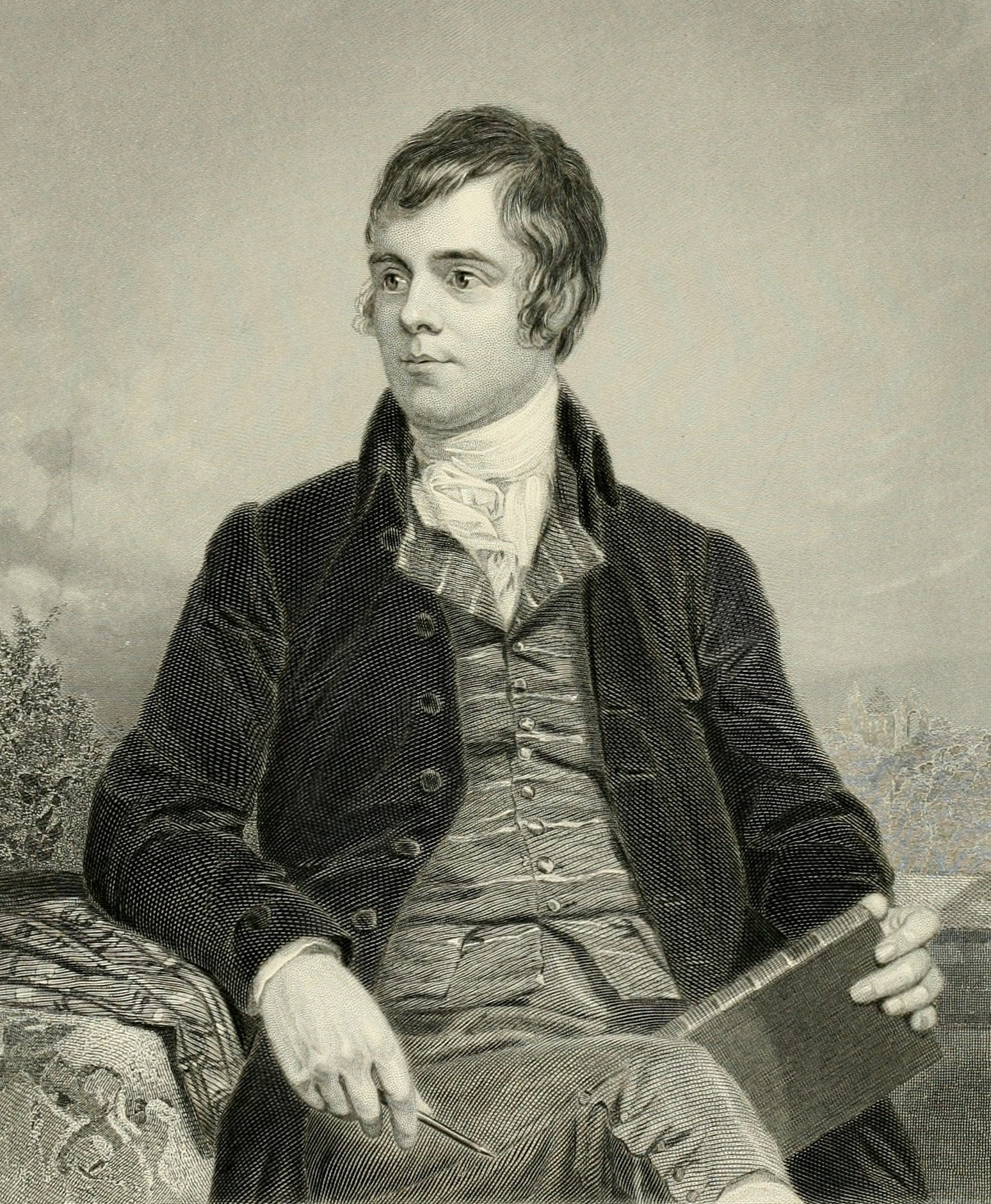
ロバート・バーンズ (1759–1796)
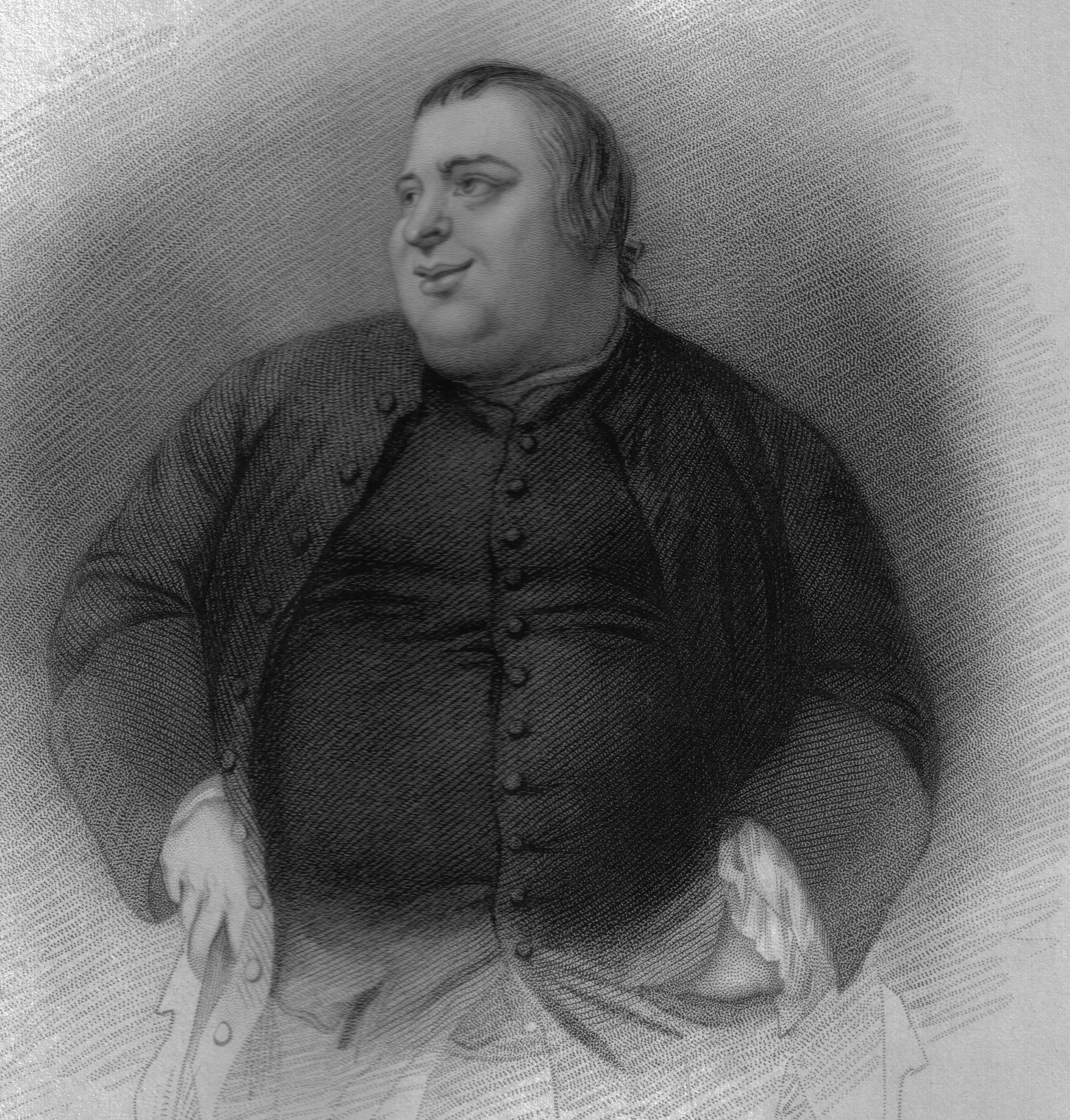
フランシス・グロース (1731–1791)
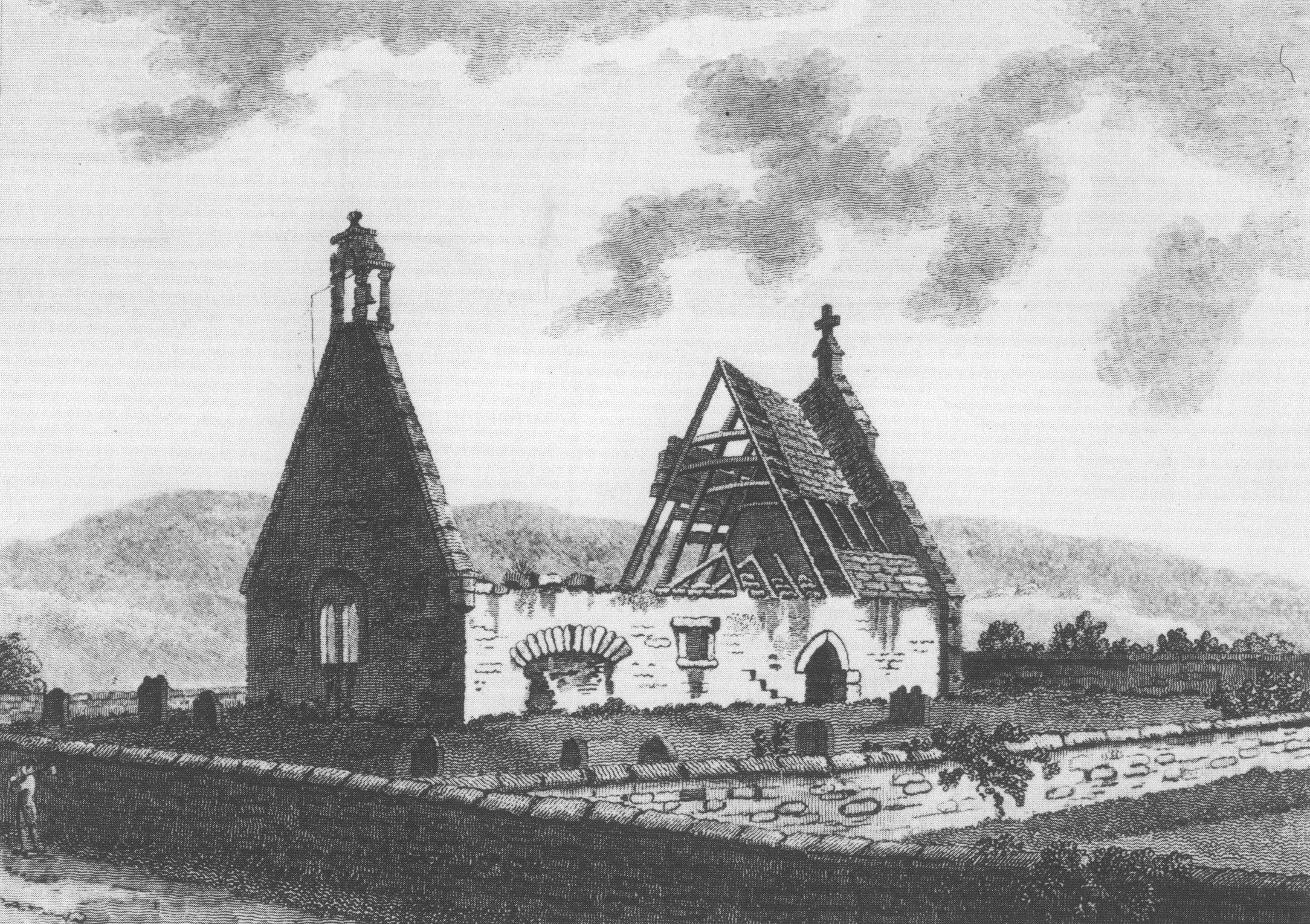
アロウェイ教会 (1797年)

内容は「シャンタ村の農夫であるタムが、ある嵐の夜にエアの町で酒を呑んで浮かれ騒いだ後、葦毛の愛馬メグ（マギー）に跨り帰宅する途中、廃墟であるアロウェイ教会に明かりが灯り、踊りの音楽が聞こえるのに気付く。不思議に思って覗いてみると、内部では悪魔や魔女が踊り興じていた。その中の若い魔女ナニーが短い下着姿で踊るのに見惚れたタムが歓声をあげたため、悪魔や魔女に追われる羽目となり、間一髪マギーの俊足で助かるが、マギーの尻尾は魔女のために抜かれていた」というもの。
「タム・オ・シャンター」はバーンズの作品中、最も高く評価され、かつ、最も人気が高いものの一つであり、現在もバーンズの誕生日などで暗誦、朗読されている。この作品を題材としてアーノルドは、1955年3月に演奏会用序曲として本作を書き上げ、同年8月のBBCプロムスにおいて発表した。初演以来、明快な構成と優れた描写、豊かな管弦楽法によりプロムスの定番として広く親しまれ、吹奏楽用にも編曲されている。

## 初演
1955年8月17日、BBCプロムスにおいて、作曲者自身の指揮、ロイヤル・フィルハーモニー管弦楽団により初演。同じ組み合わせでEMIに録音がなされている。

## 編成
ピッコロ、フルート2、オーボエ2、クラリネット2、ファゴット2、ホルン4、トランペット3、トロンボーン3、チューバ、シンバル、スネアドラム、テナードラム、バスドラム、タムタム、鞭、チューブラーベル、弦五部（打楽器奏者は2名）

## 構成

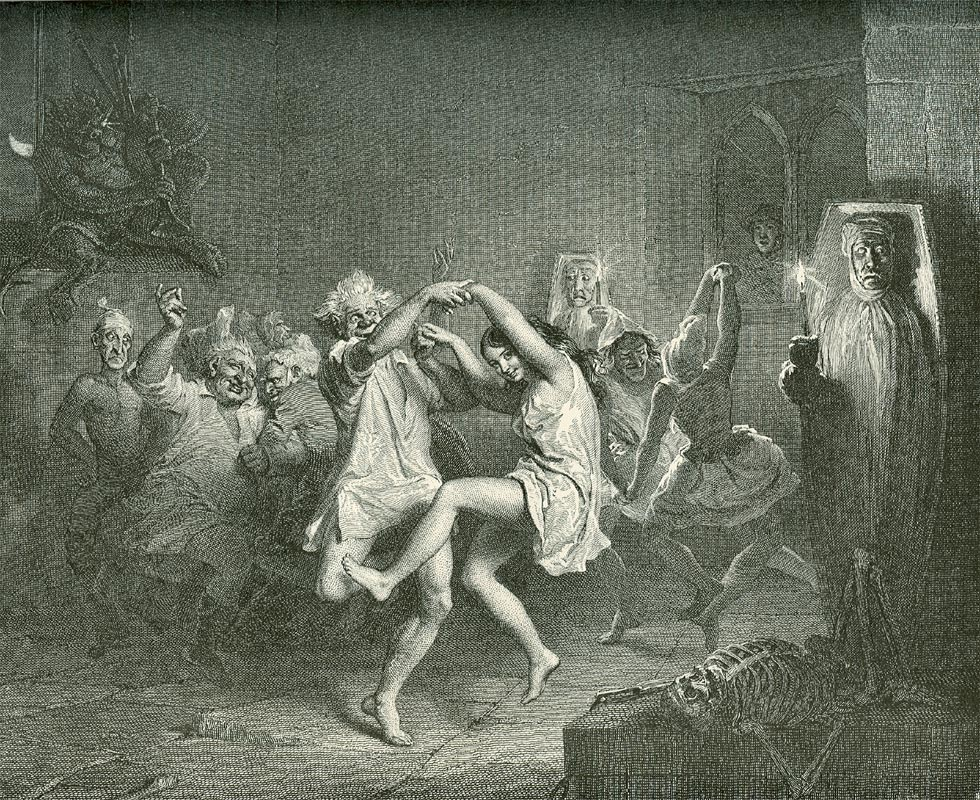
踊り興じる魔女達

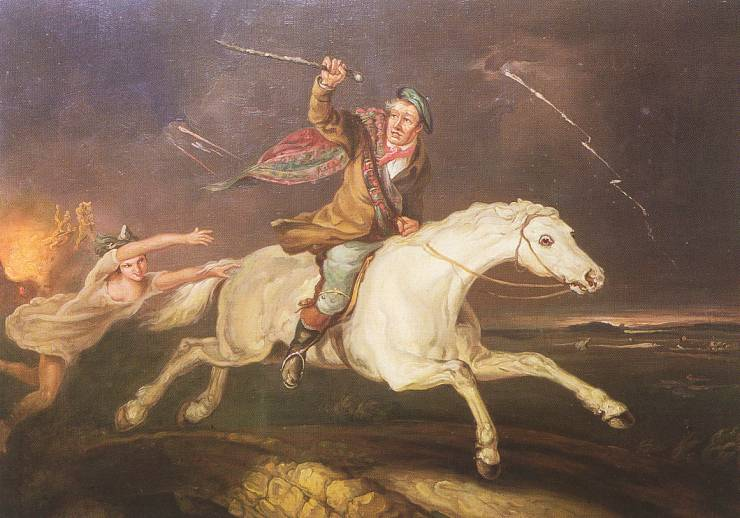
逃げるタムと追いすがるナニー

「」内は詩の引用（『ロバート・バーンズ詩集』より）。

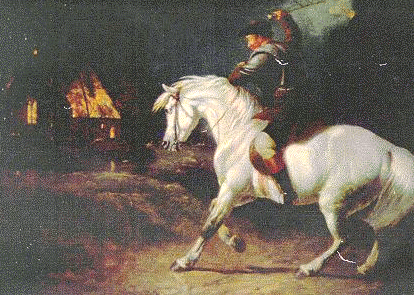
燃えているかに見えるアロウェイ教会

Poco lento
4分の4拍子。弦楽器、クラリネットの持続音の上でピッコロ、続いてファゴットにタムを表すのんびりとした田園的な主題が奏されるが、トロンボーンのグリッサンド、不気味な弦楽器のトレモロ、タムタムの響きなどが不安感を煽る。

Allegretto - Vivace
8分の6拍子―8分の9拍子。嵐の中、家路を急ぐタムとマギーの姿が描写される。トロンボーンにタムの主題が出た後、強烈な嵐の描写、ピッコロにタムの主題、マギーに鞭をふるい急かすタムの描写、トロンボーンに「古いお国の歌を口ずさみ、妖怪が不意に襲ってこないよう、ときに、用心」するタムの主題の順に展開し、やがて「燃えているかに見え」るアロウェイ教会に到達し不安感の頂点でタムは内部を覗く。
Allegretto - Allegro - Allegretto - Allegro con moto - Allegro - Allegretto e sempre accel. al Presto
8分の6拍子-4分の2拍子-8分の6拍子-4分の4拍子-4分の2拍子-8分の6拍子。
「魔法使いや悪魔が踊っている。フランス渡来のコティヨンではない、ホーンパイプやジグ、ストラススペイやリールなどを、かかとに生命と熱情を込めて。」
嵐の描写から一転してバグパイプの響きを模した8分の6拍子でスコットランド舞曲が展開される。途中、軽快な4分の2拍子、不気味な4分の4拍子の楽句を挿みながら切迫感を増していく。

Presto
4分の4拍子。
ナニーの踊る姿に見惚れた「タムはすっかり無我夢中、思わず大声あげた、「うまいぞ、下着のねえちゃん！」とたんに、真っ暗闇。マギーにまたがると同時に、地獄の軍団がどっと飛び出した。」
トロンボーンでタムの歓声が描写されると、タムと魔女の命を懸けた追いかけっこが始まる。マギーに鞭をふるうタムの描写。追いすがる魔女。
Vivace - Lento molto - Presto
8分の9拍子―4分の4拍子。
ドゥーン川にかかる石橋の真ん中がこの世と異界の境界とされ、それを越えると魔女は追ってくることが出来ない。命からがらタムは助かるが、ナニーが追いついて境界を越えていなかったマギーの尻尾は抜かれてしまった。響きは急速に弱まり、一旦速度を落した後、全合奏で盛大に終わる。